# Рубежинский (Оренбургская область)
Рубе́жинский — посёлок в Первомайском районе Оренбургской области. Административный центр Рубежинского сельсовета.

## География
Посёлок находится на расстоянии примерно 35 км (по прямой) к юго-востоку от посёлка Первомайский, административного центра района.

### Часовой пояс
Посёлок Рубежинский, как и вся Оренбургская область, находится в часовой зоне МСК+2. Смещение применяемого времени относительно UTC составляет +5:00.

## История
Совхоз «Рубежинский» образован в 1929 году. Административно-хозяйственным центром являлось село Каргала. В 1966 году центральная усадьба совхоза «Рубежинский» переименована в Рубежинский.

## Население
| 2010 |
| ---- |
| 934  |

### Национальный состав
Согласно результатам переписи 2002 года, в национальной структуре населения русские составляли 55 % из 1148 чел., казахи — 31 %.

## Достопримечательность
В посёлке, в честь героев-симбирцев 1-го Симбирского полка воздвигнут обелиск. В музее Рубежинской школы собраны материалы об этом событии, воспоминания очевидцев.

## Улицы
| - ул. Головачёва, - ул. Зелёная, - ул. Каргалинская, - ул. Комсомольская, - ул. Набережная, | - ул. Парковая, - ул. Пономарёва, - ул. Рабочая, - ул. Садовая, - ул. Специалистов, | - ул. Спортивная, - ул. Степная, - ул. Строительная, - ул. Челябинская, - ул. Школьная. |